# 액화가스
액화가스(liquefied gas)는 냉각 또는 압축하여 액체로 변한 가스이다. 액화가스의 예로는 액화 공기, 액화천연가스, 액화석유가스 등이 있다.

## 액화 공기
리스터 예방의학 연구소(Lister Institute of Preventive Medicine)에서는 액체 공기를 생물학 연구의 약제로 사용했다. 앨런 맥퍼딘 박사의 지시에 따라 시작된 장티푸스균의 세포 내 성분에 대한 조사는 유기체의 세포-혈장 분리를 필요로 했다. 박테리아를 분해하기 위해 처음 채택된 방법은 박테리아를 은모래와 혼합하고 일련의 수평 날개가 고속으로 회전하는 밀폐 용기에서 전체를 휘젓는 것이었다. 그러나 이 절차에는 몇 가지 단점이 따르기 때문에 모래를 제거하고 세균 자체를 분쇄하기 위한 몇 가지 수단이 모색되었다. 이것은 오래 전에 왕립 연구소에서 밝혀졌던 것처럼 액체 공기에서 발견되었으며, 이는 풀이나 식물의 잎과 같은 물질을 절구에서 쉽게 가루로 만들 수 있을 정도로 부서지기 쉬운 상태로 줄이는 힘을 가지고 있다. 이를 통해 제너 연구소에서는 장티푸스균의 완전한 분쇄가 이루어졌으며, 동일한 공정이 이미 효모 세포와 동물 세포에도 성공적으로 적용되어 다른 방향으로 확장되고 있다.
공기가 액화되면 산소와 질소가 동시에 응축된다. 그러나 휘발성이 더 크기 때문에 후자는 둘 중 더 빨리 증발하므로 남은 액체는 점차적으로 산소가 더 풍부해지고 풍부해진다.

## 액화천연가스
액화천연가스는 저장이나 운송을 목적으로 액화한 천연가스를 말한다. 천연가스를 운송하려면 다양한 지형과 해양을 횡단하는 대규모 파이프라인 네트워크가 필요하기 때문에 막대한 투자와 장기적인 계획이 필요하다. 운송 전에 천연가스는 가압을 통해 액화된다. 그런 다음 액화 가스는 특수 밀폐 공간이 있는 유조선을 통해 운송된다. 탱크가 열리고 액체가 대기압에 노출되면 액체는 공기나 용기의 잠열로 인해 증발한다.

## 같이 보기
- 액체 산소
- 액체 질소
- 액체수소
- 액체 헬륨